# Rhopalomyia tavaresi
Rhopalomyia tavaresi är en tvåvingeart som beskrevs av Gagne 1975. Rhopalomyia tavaresi ingår i släktet Rhopalomyia och familjen gallmyggor.
Artens utbredningsområde är Spanien. Inga underarter finns listade i Catalogue of Life.